# Elsa Lára Arnardóttir

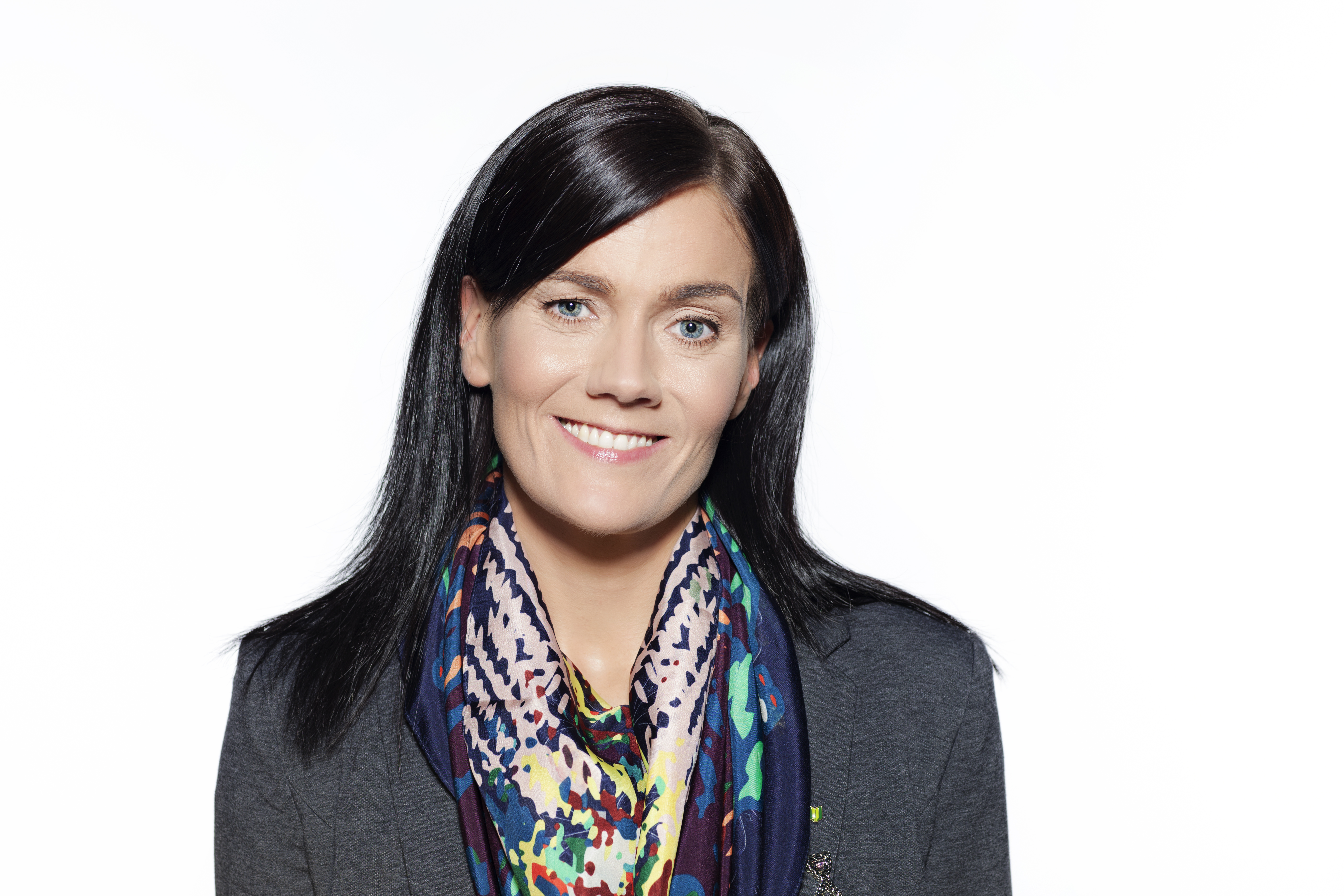
Elsa Lára Arnardóttir (2016)

Elsa Lára Arnardóttir (* 30. Dezember 1975 in Reykjavík) ist eine isländische Politikerin (Fortschrittspartei).
Elsa Lára arbeitete als Grundschullehrerin in Hvalfjarðarsveit und Akranes. Von 2010 bis 2013 war sie Ersatzmitglied des Stadtrates von Akranes. Seit der isländischen Parlamentswahl vom 27. April 2013 war Elsa Lára Abgeordnete des isländischen Parlaments Althing für den nordwestlichen Wahlkreis. Sie war unter anderem Mitglied des Parlamentsausschusses für Rechtsangelegenheiten und Erziehung sowie Vorsitzende der isländischen Delegation in der Parlamentarischen Versammlung der OSZE. 2013 war sie vorübergehend Mitglied des Ausschusses für Wohlfahrt. Zur vorgezogenen Parlamentswahl in Island 2017 ist Elsa Lára Arnardóttir nicht mehr angetreten.